# Karibiska Nederländerna
Karibiska Nederländerna (nederländska: Caribisch Nederland, papiamento: Hulanda Karibe) består sedan upplösningen av Nederländska Antillerna (10 oktober 2010) av tre nederländska kommuner i Västindien: öarna Bonaire, Sint Eustatius och Saba, även kallade BES-öarna. Öarna ingår i Nederländerna.
| Flagga         | Namn           | Huvudstad  | Area (km²) | Folkmängd 2010-12-31 | Befolkningstäthet (per km²) |
| -------------- | -------------- | ---------- | ---------- | -------------------- | --------------------------- |
| Bonaire        | Bonaire        | Kralendijk | 294        | 15 666               | 53                          |
| Sint Eustatius | Sint Eustatius | Oranjestad | 21         | 3 543                | 169                         |
| Saba (ö)       | Saba           | The Bottom | 13         | 1 824                | 140                         |
| Total          | Total          | Total      | 328        | 21 133               | 64                          |